# Anderhalf (lied)
Anderhalf is een lied van de Nederlandse rapper Ali B in samenwerking met de rapper Poke en de zanger Jandino Asporaat als zijn typetje Judeska. Het werd in 2020 als single uitgebracht.

## Achtergrond
Anderhalf is geschreven door Ali Bouali, Resinjo Wijngaarde, Jandino Asporaat, Marwan El Bachiri en Joao Luis Lima Pinto en geproduceerd door MB en Unleaded. Het is een nummer uit het genre nederhop. Het is een lied dat gaat over het anderhalve meter afstand houden tijdens de coronapandemie. Bij schrijven van het nummer werd er door veel mensen zich niet gehouden aan de anderhalvemetersamenleving, waaronder vooral jeugdige Nederlanders. Met het nummer probeerden de artiesten de boodschap ook op de jongeren over te brengen. Ali B noemde het een leuke manier om een serieuze boodschap over te brengen. De single heeft in Nederland de gouden status.
De videoclip begint met een introductie door Eddy Zoëy als presentator van RTL Boulevard, waarna hij overschakelt naar Alberto Stegeman die als misdaadverslaggever de artiesten bezoekt om te benoemen dat ze geen anderhalve meter afstand houden. Hierna beginnen de artiesten het lied te zingen. In het midden van het lied is het couplet van Asporaat gezongen als typetje Judeska als verslaggever van RTL Boulevard.

## Hitnoteringen
De artiesten hadden succes met het lied in de Nederland. Het piekte op de vijfde plaats van de Single Top 100 en stond negen weken in de lijst. In de Top 40 kwam het tot de 27e plek en was het vier weken te vinden.